# Mitracarpus falcatus
Mitracarpus falcatus är en måreväxtart som beskrevs av Lozada-pérez och Attila L. Borhidi. Mitracarpus falcatus ingår i släktet Mitracarpus och familjen måreväxter. Inga underarter finns listade i Catalogue of Life.